# Попов, Димитр Крыстев
Димитр (Димитрий) Крыстев Попов (болг. Димитър Кръстев Попов, 22 июня 1855, Калофер, Османская империя — 1 января 1909, София, Болгария) — болгарский писатель и политический деятель.

## Биография
Был членом «верховного административного суда» в Восточной Румелии, а с 1902 по 1905 г. — болгарским министром путей сообщения. Управляющий Болгарским народным банком (1886—1887).
В 1877 г. редактировал газету «Сутрина», в которой напечатал «Прокламацию Царя Освободителя к болгарам».
Его присудили к тюремному заключению, но он убежал в Грецию.
В 1877 г. издавал газету «Българинъ», в 1881 г. — «Независимость», в 1883 г. — «Редъ», в 1886 г. — «Съединение»; в это время он сильно увлекся политической борьбой, эмигрировал в Румынию и сотрудничал в газетах «Деветий Август» и «19 Февруарий».
Попов написал много стихотворений, разбросанных в разных журналах и газетах. В 1895 г. издал «Сборник стихотворений». В болгарской литературе Попов известен также как один из лучших переводчиков с английского, румынского, сербского и др. языков. Был корреспондентом русских, английских и французских газет.